# Рибейру ди Андрада, Антониу Карлус
Анто́ниу Ка́рлус Рибе́йру ди Андра́да (порт. Antônio Carlos Ribeiro de Andrada, 5 сентября 1878, Барбасена, Минас-Жерайс, Бразильская империя — 1 января 1946, Рио-де-Жанейро, Бразилия) — бразильский юрист и политический деятель, губернатор штата Минас-Жерайс в 1926—1930 годах.

## Биография
Антониу Карлус окончил Юридический факультет университета Сан-Паулу в 1891 году и до 1902 года занимался юридической практикой. Работал прокурором в городе Уба, преподавал всемирную историю и коммерческое право в Академии торговли в Жуис-ди-Форе.
В 1902 году был назначен на пост министра финансов Минас-Жерайса, в 1905—1906 работал мэром Белу-Оризонти. В следующем году Антониу Карлуса избрали в Сенат Минас-Жерайса.
В 1911 году Рибейру ди Андрада был избран в Палату депутатов Бразилии. В 1917 году он покинул Конгресс и занял пост министра финансов в правительстве Венсеслау Браса. В 1918 году вернулся в Палату депутатов, а в 1925 году стал сенатором.
В 1926 году Антониу Карлус возглавил штат Минас-Жерайс. Согласно «политике кофе с молоком» именно он как губернатор Минас-Жерайса должен был быть кандидатом от власти на президентских выборах в 1930 году. Однако президент Бразилии Вашингтон Луис объявил своим преемником Жулиу Престиса, губернатора Сан-Паулу.
Рибейру ди Андрада отказался поддержать кандидатуру Престиса и присоединился к оппозиционному Либеральному альянсу Жетулиу Варгаса. После поражения Варгаса на выборах Антониу Карлус стал главным архитектором революции 1930 года.
В 1932—1933 годы Рибейру ди Андрада возглавлял Конституционную ассамблею Бразилии, после принятия Конституции в 1934—1937 годах занимал пост председателя Палаты депутатов страны. Несколько дней исполнял обязанности президента в 1935 году во время визита Варгаса в Уругвай и Аргентину. После провозглашения Варгасом «Эстадо Ново» покинул политическую арену.

## Память
В честь Антониу Карлуса названы два муниципалитета в штатах Минас-Жерайс и Санта-Катарина.